# Cedric Alexander
Cederick Alexander Johnson (nascido em 16 de agosto de 1989) é um lutador americano de luta livre profissional, mais conhecido como Cedric Alexander. Ele é mais conhecido por sua passagem pela WWE de 2016 a 2025.
Alexander trabalhou para a Ring of Honor (ROH) de 2010 até 2016. Ele começou como parte da C&C Factory, uma equipe de duplas com Caprice Coleman. Eles trabalharam juntos até 2014, quando Alexander passou a lutar como um lutador solo. Ele deixou a ROH em 2016, quando foi convidado para o torneio Cruiserweight Classic da WWE. Depois disso, Alexander assinou um contrato com a WWE, trabalhando na nova divisão dos pesos-médios da empresa. Na WrestleMania 34, Alexander venceu um torneio para conquistar o Campeonato dos Pesos-Médios da WWE. Como parte do The Hurt Business, ele também venceu o Campeonato de Duplas do Raw ao lado de Shelton Benjamin. Alexander deixou a WWE em fevereiro de 2025.

## Carreira no wrestling profissional

### Ring of Honor

#### C&C Wrestle Factory (2011-2013)
Ao longo de 2010, Alexander lutou principalmente em dark matches para ROH. Em 2011, ele começou a aparecer regularmente na ROH e formou a tag team chamada de C&C Wrestle Factory com Caprice Coleman.

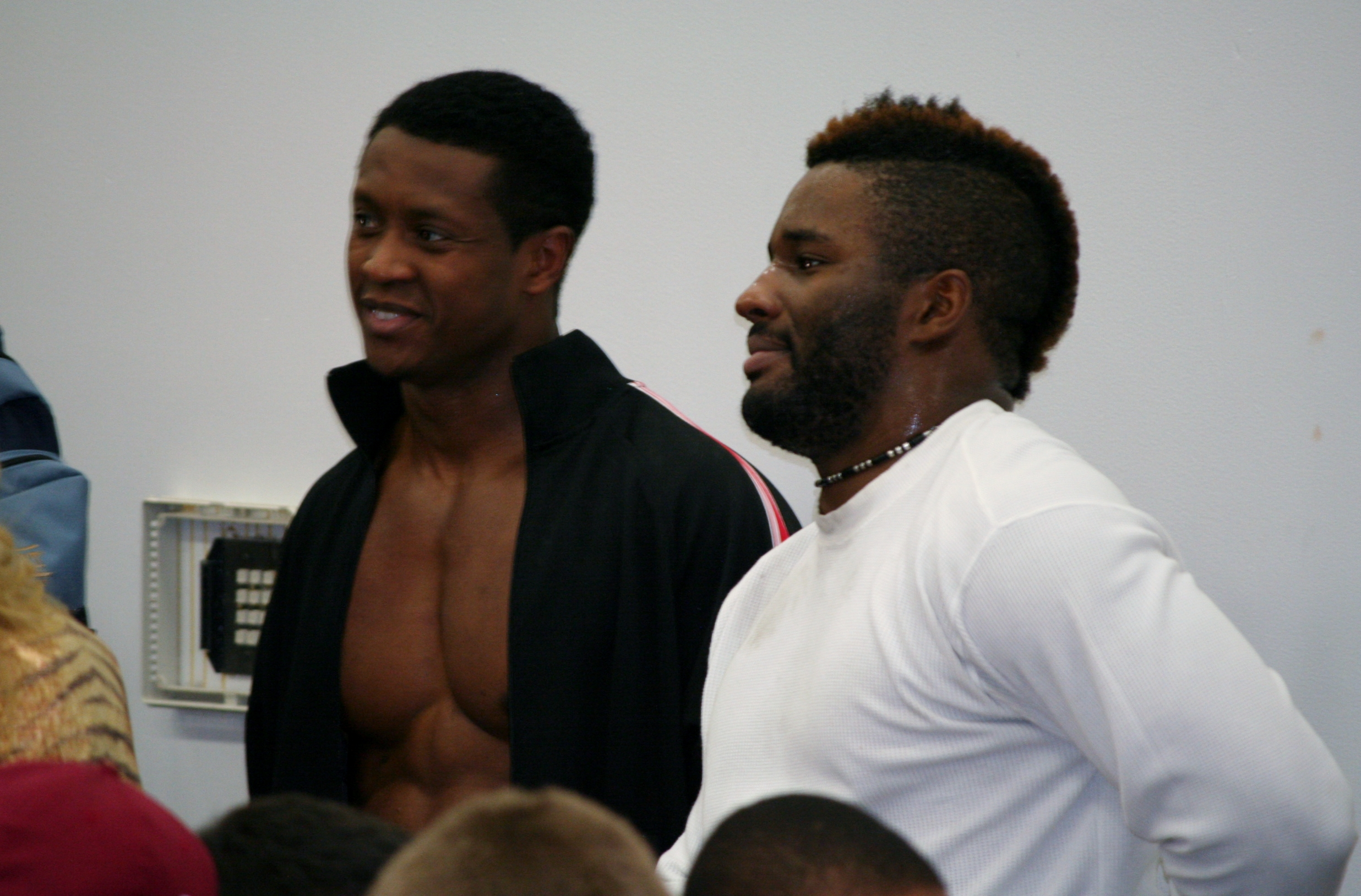
Alexander (á direita) com Caprice Coleman como C&C Wrestle Factory em 2011.

Em 23 de dezembro no Final Battle (2011),  C&C Wrestle Factory competiu numa luta de turmoil de duplas pela oportunidade de lutar pelos Campeonatos Mundiais de Duplas da ROH onde eles eliminaram os Bravado Brothers (Harlem and Lancelot). Em 30 de março no Showdown in the Sun episódio 1, eles foram derrotados pelos Wrestling's Greatest Tag Team (Charlie Haas e Shelton Benjamin). No dia seguinte no Showdown in the Sun episódio 2, Alexander foi derrotado por Tommaso Ciampa. Em 15 de setembro no Death Before Dishonor X: State of Emergency, eles foram derrotados por S.C.U.M. (Jimmy Jacobs e Steve Corino). No Glory by Honor XI: The Unbreakable Hope em 13 de outubro, eles derrotaram mais uma vez os Bravado Brothers. Em 16 de dezembro no Final Battle (2012), eles desafiaram sem sucesso os S.C.U.M. pelos Campeonatos Mundiais de Duplas da ROH numa luta de trios de duplas, que também inclui os Briscoe Brothers, que venceram a luta. Em 3 de março no 11th Anniversary Show, ele e Coleman perderam com os S.C.U.M.. Em 5 de abril no Supercard of Honor VII, C&C Wrestle Factory fizeram equipa com B.J. Whitmer, Mark Briscoe e Mike Mondo mas perderam para os S.C.U.M. (Cliff Compton, Jimmy Jacobs, Jimmy Rave, Rhett Titus e Rhyno). Em 4 de maio no Border Wars (2013), eles derrotaram ACH e TaDarius Thomas. Em 18 de maio no Relentless, eles juntaram-se a Jay Lethal para derrotarem Matt Taven e os reDRagon (Bobby Fish e Kyle O'Reilly). Em 8 de julho no Live And Let Die, Alexander perdeu para Davey Richards. Em 22 de junho no Best in the World (2013), eles desafiaram sem sucesso os reDRagon pelos Campeonatos Mundiais de Duplas da ROH numa luta de trios de duplas, que também incluiu os S.C.U.M. (Rhett Titus e Cliff Compton). Em 3 de agosto no All Star Extravaganza V, eles perderam para Adrenaline Rush (ACH and TaDarius Thomas) numa luta de trios de duplas, que também incluiu os Young Bucks.

#### Carreira Singular (2011-2013)
Em 25 de janeiro no Wrestling's Finest, ele derrotou Andrew Everett. Em 8 de fevereiro no State Of The Art, ele perdeu para Jimmy Jacobs. Em 21 de fevereiro no 12th Anniversary Show, ele fez equipa com Mark Briscoe e Adam Page para perderem para The Decade (Roderick Strong, B.J. Whitmer e Jimmy Jacobs). Em 7 de março no Raising The Bar - Dia 1, ele fez equipa com Adam Page num combate de equipas contra The Decade onde eles perderam. No dia seguinte no Raising The Bar - Dia 2 ele perdeu para Kevin Steen. Em 22 de março no Flyin' High ele perdeu para Michael Elgin. Em 4 de abril no Supercard of Honor VIII ele perdeu um combate contra Roderick Strong. Em 19 de abril no Second To None, ele fez equipa com Andrew Everett para perderem para reDRagon. No Global Wars (2014) em 10 de maio, ele derrotou Roderick Strong. Depois do combate, ele foi atacado por Roderick Strong e o resto do The Decade, e foi colocado através de uma cadeira onde ele separou o ombro. Alexander fez uma apariçao no War of the Worlds (2014) onde ele atacou The Decade por trás. Isto levou a uma luta de submissão contra Roderick Strong no Best in the World (2014), onde ele saiu vitorioso. Em 9 de agosto durante o Summer Heat Tour, ele desafiou sem sucesso Michael Elgin pelo Campeonato Mundial da ROH. Em 6 de setembro no All Star Extravaganza VI, ele foi programado para enfrentar Silas Young, mas quando Young quebrou a perna e ACH não apareceu no evento ele desafiou Jay Lethal pelo ROH World Television Championship, onde ele perdeu. Em 11 de outubro no Champions vs. All Stars, ele perdeu para Christopher Daniels. Em 7 de novembro no Survival Of The Fittest- Dia 1, ele foi derrotado por Adam Page numa luta de qualificaçao. No dia seguinte Survival Of The Fittest- Dia 2, ele perdeu para Jay Lethal. Em 22 de novembro no Tag Wars, ele foi derrotado por Tommaso Ciampa numa luta no disqualification grudge. Em 7 de dezembro no Final Battle 2014, ele fez equipa com The Addiction (Christopher Daniels e Frankie Kazarian), mas no final pederam para The Young Bucks e ACH com um Meltzer Driver e um ACH 450 splash.
Em 16 de maio de 2015 no Global Wars (2015), Alexander terminou com a série de vitórias de Moose depois de bate-lo com uma chave. Em 19 de junho no Best in the World 2015, Alexander reuniu-se com Caprice Coleman, mas finalmente rompeu a parceria, quando Coleman não permitiu que Alexander usasse a chave novamente numa luta contra War Machine (Hanson e Raymond Rowe). Mais tarde, naquele mesmo evento, Alexander tornou-se heel, ao atacar Moose, aliando-se assim ao seu antigo maneger Veda Scott.
Em 14 de maio de 2016, Alexander anunciou a sua saída da ROH.

### WWE (2016–2025)

#### Divisão dos Pesos-Médios (2016)
Em 13 de junho de 2016, Alexander foi anunciado como participante no Cruiserwight Classic da WWE. O torneio começou no dia 23 de junho, com Alexander a derrotar Clement Petiot na primeira ronda. Em 14 de julho, Alexander foi eliminado do torneio por Kota Ibushi. Depois do combate, Alexander ganhou o respeito de Triple H e dos fãs, que estavam a cantar "Por favor, contrate o Cedric". Triple H apertou a sua mão, acenou com aprovação e levou Alexander para os bastidores. O combate recebeu altos elogios por parte da crítica, obtendo 4,5 estrelas de rating de Dave Meltzer do Wrestling Observer Newsletter.
Em 29 de agosto num episódio do Raw, foi anunciado que Alexander faria parte da divisão de pesos-médios da WWE. Alexander fez a sua estreia em 19 de setembro num episódio do Raw, desistindo para Brian Kendrick numa luta Fatal 4-Way que também incluiu Rich Swann e Gran Metalik pela oportunidade de enfrentar TJP no WWE Clash of Champions com o Campeonato dos Pesos-Médios da WWE em jogo. No episódio de 26 de setembro do Raw, Alexander obteve sua primeira vitória, fazendo equipe com Rich Swann para derrotar Lince Dorado e Drew Gulak. No episódio de 6 de dezembro do 205 Live, Alexander iniciou um relacionamento na tela com Alicia Fox. Mais tarde naquela noite, ele foi derrotado por Noam Dar, e após a luta, Dar dedicou sua vitória a Fox, iniciando uma rivalidade entre os dois. No episódio de 19 de dezembro do Raw, Alexander derrotou Dar, mas Dar tentou seduzir Fox novamente depois da luta. No episódio de 10 de janeiro de 2017 do 205 Live, Alexander decidiu terminar com Fox, depois que ela lhe custou uma luta. Em março, foi anunciado que Alexander ficaria fora de ação por 3 a 5 meses devido a uma lesão no joelho. Ele retornou da lesão no episódio de 23 de maio do 205 Live, derrotando Johnny Boone. No episódio de 11 de julho do 205 Live, Alexander derrotou Dar em uma luta "I quit" (Eu desisto) para finalizar a rivalidade entre eles.

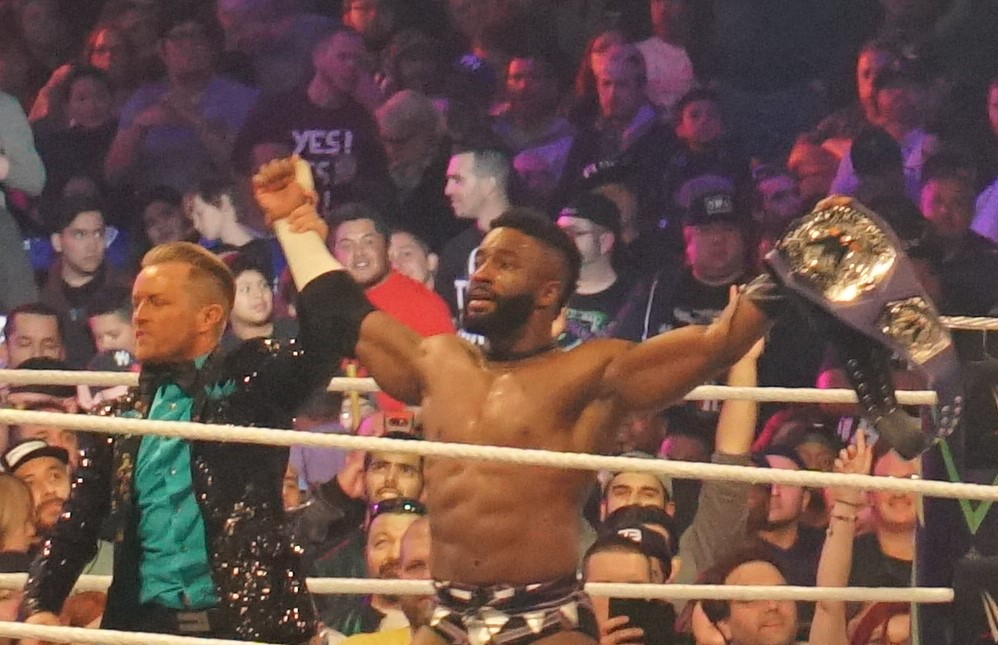
Alexander após conquistar o Campeonato dos Pesos-Médios da WWE na WrestleMania 34.

No episódio de 11 de dezembro do Raw, Alexander venceu uma luta fatal four-way para enfrentar Drew Gulak na semana seguinte, com o vencedor ganhando uma chance de disputar o Campeonato dos Pesos-Médios contra Enzo Amore. Alexander derrotou Gulak na semana seguinte no Raw, tornando-se o desafiante número um pelo título. No episódio de 8 de janeiro de 2018 do Raw, ele enfrentou Amore pelo título, mas Amore perdeu por contagem, retendo o título. Alexander estava programado para enfrentar Amore pelo Campeonato dos Pesos-Médios no pay-per-view Royal Rumble, mas a luta foi cancelada e o título ficou vago quando após Amore ser liberado da WWE.
Nas semanas seguintes, foi organizado um torneio para determinar um novo campeão, no qual Alexander derrotou Gran Metalik na primeira rodada, TJP nas quartas de final e Roderick Strong nas semifinais para avançar para a final. Na WrestleMania 34, em 8 de abril, Alexander derrotou Mustafa Ali para conquistar o Campeonato dos Pesos-Médios. Durante as semanas que antecederam a luta, Alexander e Ali se referiram a si mesmos como a "Alma" e o "Coração" do 205 Live, respectivamente. No episódio seguinte do 205 Live, Alexander foi atacado por Buddy Murphy durante sua celebração de campeonato. No evento Greatest Royal Rumble, Alexander fez sua primeira defesa de título bem-sucedida contra Kalisto. Alexander manteve seu título contra Murphy no episódio de 29 de maio do 205 Live e contra Hideo Itami no episódio de 10 de julho do 205 Live.. No SummerSlam, Alexander manteve seu título com sucesso contra Drew Gulak. No episódio de 19 de setembro do 205 Live, Alexander derrotou Gulak em uma revanche do SummerSlam para reter o Campeonato dos Pesos-Médios. No Super Show-Down, em 6 de outubro, Alexander perdeu o Campeonato dos Pesos-Médios para Buddy Murphy, encerrando seu reinado após 181 dias, e também marcando sua primeira derrota televisiva em 2018.
No episódio de 28 de novembro do 205 Live, Alexander fez equipe com Mustafa Ali para derrotar Murphy e Tony Nese, após Alexander fazer o pinfall em Murphy, o que lhe garantiu uma chance pelo título contra Murphy. No evento TLC: Tables, Ladders & Chairs, Alexander recebeu sua revanche pelo título, mas não conseguiu recuperar o Campeonato dos Pesos-Médios.

## Outras mídias
Alexander fez sua estreia nos videogames no WWE 2K18 e, desde então, apareceu no WWE 2K19, WWE 2K20, WWE 2K22, WWE 2K23 e WWE 2K24.

## Vida pessoal
Em junho de 2018, Johnson se casou com a lutadora profissional Aerial Hull, que anteriormente competiu na All Elite Wrestling sob o nome de ringue "Big Swole". O casal tem uma filha.

## No wrestling
- Movimentos de finalização
  - Kick to Kill (Firemans's Carry overhead kick)

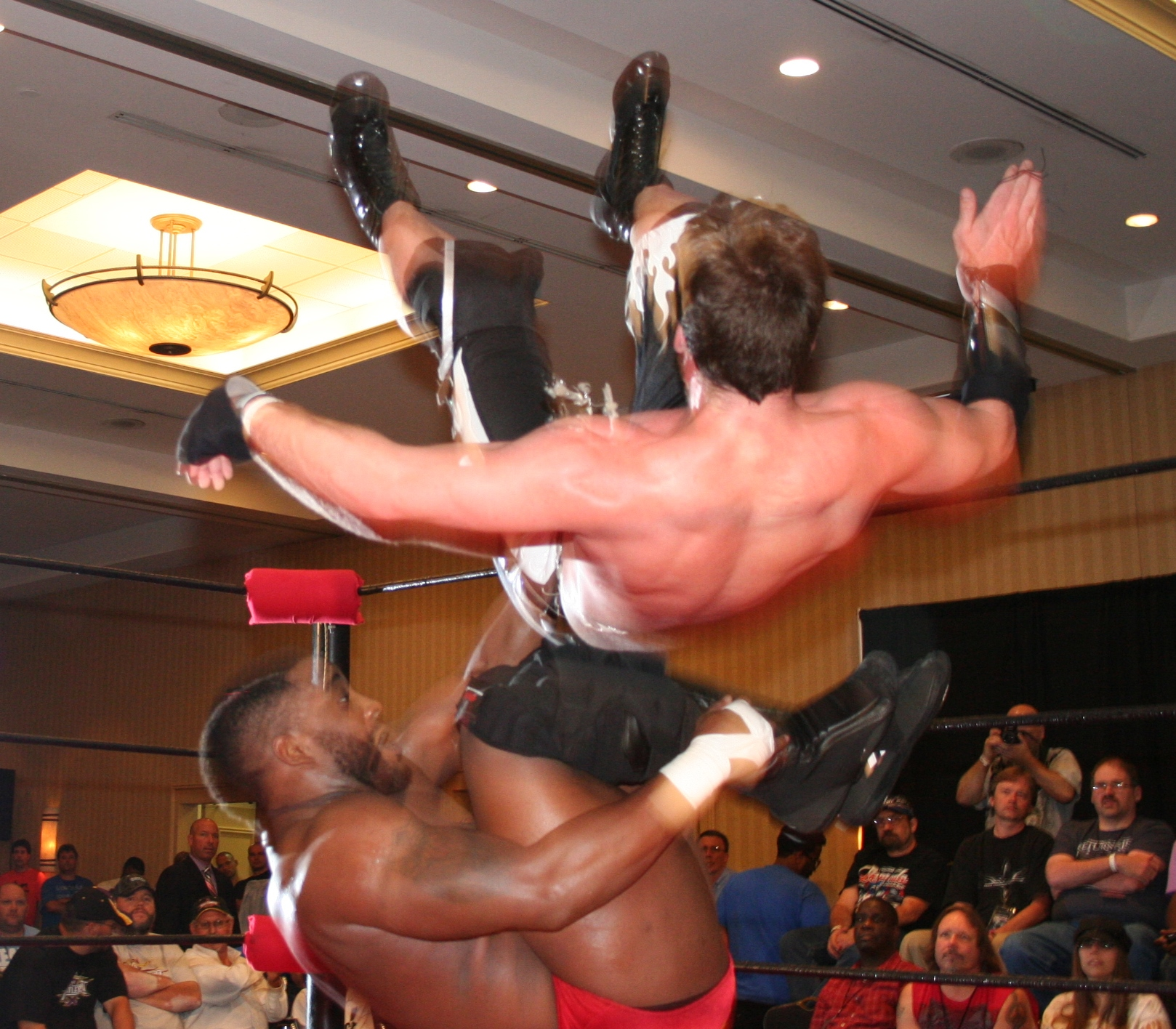
Alexander aplicando um Lumbar Check em Chris Sabin.

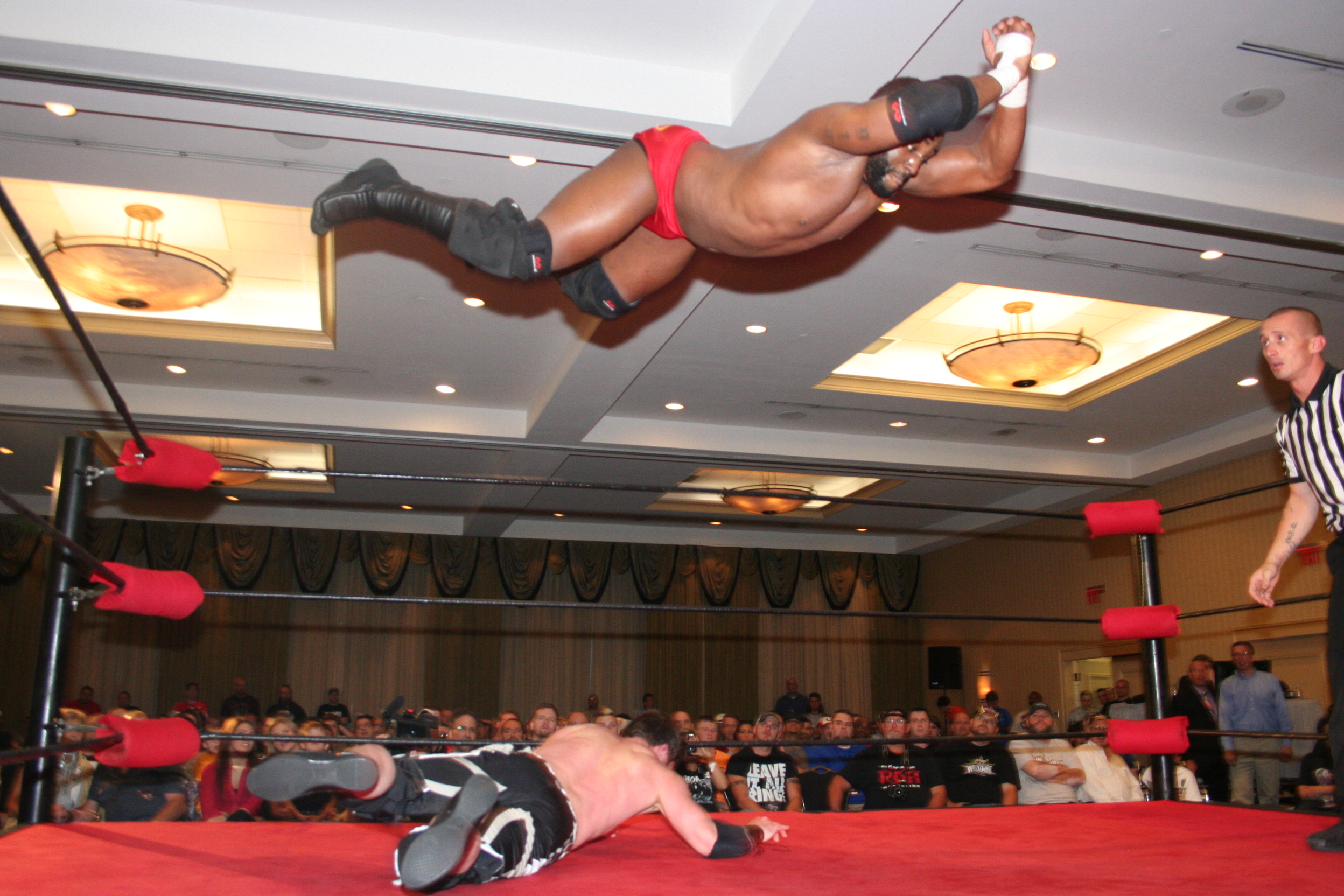
Alexander aplicando um Overtime em Sabin.

  - Lumbar Check (Back suplex double knee backbreaker)
  - Overtime (Frog splash)

- Movimentos secundários
  - Belly-to-belly suplex
  - Brainbuster
  - Diving clothesline, por vezes enquanto springboarding
  - Múltiplas variações de pontapés
  - Reverse STO
  - Michinoku driver
  - Somersault plancha
  - Somersault plancha
  - Springboard clothesline

- Managers
  - Veda Scott[12]

## Títulos e prêmios
- America's Most Liked Wrestling

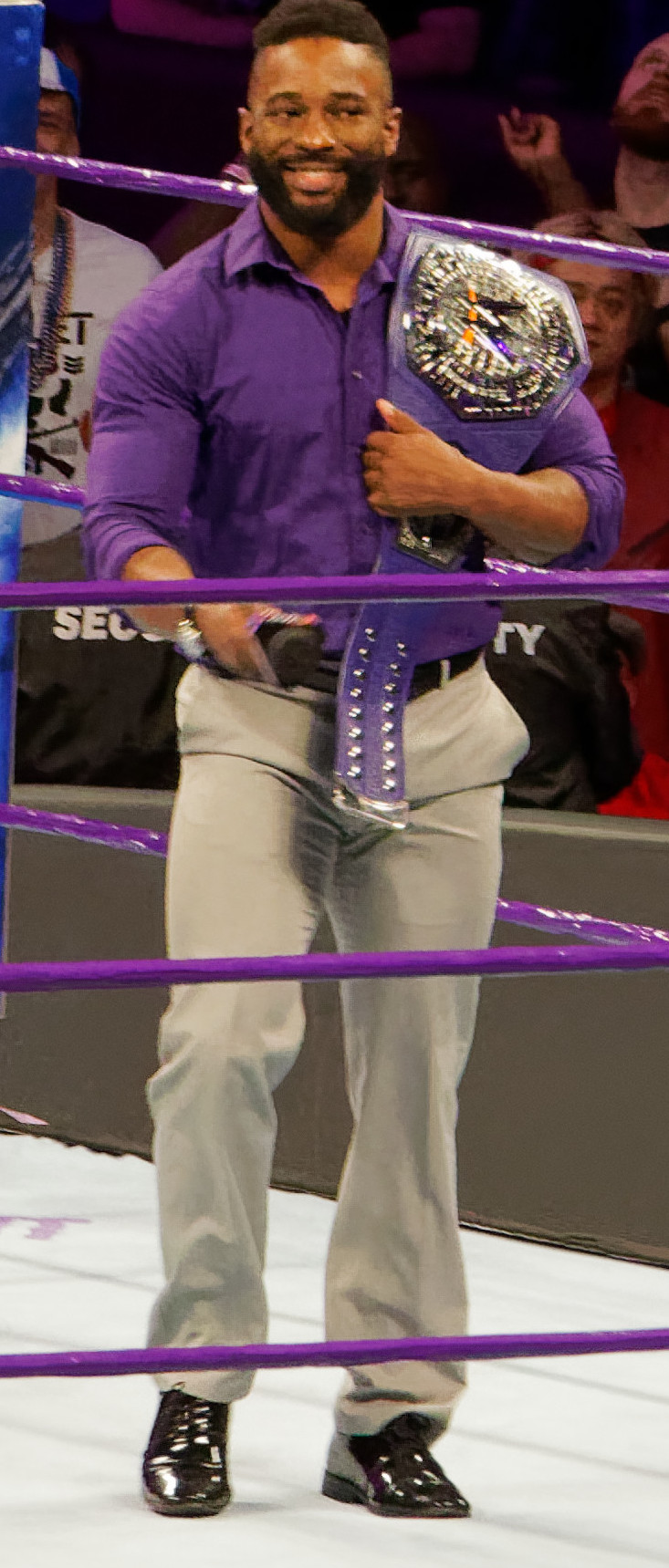
Alexander é um ex-campeão dos pesos-médios da WWE.

  - AML Prestige Championship (1 vez)[53]
  - AML Prestige Championship Tournament (2016)[54]
- CWF Mid-Atlantic
  - CWF Mid-Atlantic Television Championship (1 vez)[55]
  - PWI Ultra J Championship (1 vez)[56]
- Exodus Wrestling Alliance
  - EWA Junior Heavyweight Championship (1 vez)[57]
- Premiere Wrestling Federation
  - PWF WORLD-1 Heavyweight Championship (1 vez)[58]
  - Luta do Ano (2015) - com Colby Corino[59]
- Premiere Wrestling Xperience
  - PWX Heavyweight Championship (1 vez)[60]
  - PWX Innovative Television Championship (1 vez)[61]
- Pro Wrestling EVO
  - EVO Heavyweight Championship (1 vez)[62]
- Pro Wrestling Illustrated
  - PWI o colocou na #28ª posição dos 500 melhores lutadores individuais no PWI 500 em 2018[63]
- WrestleForce
  - WrestleForce Championship (2 vezes)[64]
- WWE
  - Campeonato 24/7 da WWE (3 vezes)[65][66][67]
  - Campeonato dos Pesos-Médios da WWE (1 vez)[68][69]
  - WWE Raw Tag Team Championship (1 vez) – com Shelton Benjamin[70][71]
  - Torneio pelo Campeonato dos Pesos-Médios (2018)[72][73]
  - Slammy Award (1 vez)
    - Trash Talker do Ano (2020) com The Hurt Business, compartilhado com Lacey Evans[74]